# Karin Michaëlis
Karin Michaëlis (20 de marzo de 1872 - 11 de enero de 1950) fue una periodista y autora danesa. Es conocida por sus novelas, cuentos y libros infantiles. A lo largo de 50 años, Karin Michaëlis escribió más de 50 libros en danés, alemán e inglés. Sus obras han sido traducidas a más de 23 idiomas a partir de su original danés. Sus obras se publican con varios nombres, incluido el apellido de su segundo matrimonio: Karin Michaëlis Stangeland.
La novela más famosa de Michaëlis, La edad peligrosa (en danés: Den farlige Alder), ha sido defendida como una obra innovadora sobre los derechos de la mujer. Desde entonces ha sido adaptada al cine en varias ocasiones.

## Vida personal
Michaëlis nació en marzo de 1872 en Randers (Dinamarca) con el nombre de Katharina Bech-Brøndum. Era hija de un funcionario de telégrafos y destacado masón, Jacob Anthonius Brøndum (1837-1921), y de Nielsine Petrine Bech (1839-1932). Se crio, junto con su hermana menor, la posterior filántropa Alma Dahlerup, en su modesta casa de Randers, donde su madre contribuía a los escasos ingresos de la familia haciendo coronas de flores. Su abuela y una tía desempeñaron un papel importante en su educación. En la escuela se burlaban de ella porque era pequeña, regordeta y padecía estrabismo.
En su juventud, Michaëlis fue profesora particular durante algunos años, en parte en Læsø y en parte en una casa solariega al norte de Randers. En 1892 se trasladó a Copenhague para formarse como profesora de piano. Allí conoció al escritor Sophus Michaëlis (1865-1932), con quien se casó en 1895. La pareja se ganaba la vida principalmente con las críticas teatrales. Su matrimonio terminó en 1911.
Al año siguiente, Michaëlis se casó con el diplomático noruego-estadounidense Charles Emil Stangeland en New Rochelle, Nueva York. Ella había conocido a Stangeland el año anterior mientras regresaba de Estados Unidos a Dinamarca a bordo de un barco. Él era un economista político, educado en la Universidad de Columbia. En el momento de su matrimonio, estaba destinado en Bolivia como secretario de la legación estadounidense. Stangeland estaba descontento con las actividades literarias y políticas de su esposa, que acababa de dar un gran salto como autora con La edad peligrosa. Se separaron en 1917.
Michaëlis murió el 11 de enero de 1950 en Copenhague. Está enterrada en el cementerio de Thurø en la isla de Fionia.

## Carrera
En 1910 publicó La edad peligrosa (en danés: Den farlige Alder). Es la historia de Elsie Lindtner, que, tras divorciarse de su marido, intenta reanudar una relación con un hombre más joven que antes la adoraba de lejos. Cuando esta relación también fracasa, resuelve pasar su vida viajando por el mundo con una amiga. El libro causó una gran sensación, porque empezó a tratar temas tabúes como los deseos sexuales de una mujer de 40 años. La novela se tradujo a varios idiomas, incluido el inglés. Se ha adaptado al cine en varias ocasiones, incluida una versión de 1911 dirigida por August Blom: Den farlige Alder, y una versión alemana de 1927 dirigida por Eugen Illés titulada That Dangerous Age. En 1912, Michaëlis publicó una secuela de la novela con el nombre del personaje titular de la serie: Elsie Lindtner.
Entre los artículos que escribió para revistas estadounidenses se encuentran una serie de dos partes para Munsey's Magazine en 1913, titulada "¿Por qué las mujeres son menos veraces que los hombres?" y una entrevista con Woodrow Wilson para Living Age Magazine en 1925: "On President El rastro de Wilson".
En 1914 se publicó Glaedens Skole (inglés: School of Joy). La historia se centraba en un reformatorio de Viena dirigido por su amiga, la pedagoga austriaca Eugenie Schwarzwald. Michaëlis también escribió una serie de libros sobre la mayoría de edad de una niña llamada Bibi. Los libros de Bibi se publicaron en siete volúmenes entre 1929 y 1939 y fueron un éxito internacional. En estas novelas para adolescentes, los lectores conocen a Bibi, la hija del jefe de estación, que es huérfana de madre pero que goza de cierta libertad por ello. Es una marimacho idealista que hace excursiones en tren por su cuenta (con un billete gratuito gracias al trabajo de su padre) y que lucha incesantemente por las causas de los animales.
En 1927, fue galardonada con el Tagea Brandts Rejselegat .
Durante la Primera Guerra Mundial, Michaëlis participó activamente en labores humanitarias en Austria. Su amistad con Eugenie Schwarzwald no sólo significó su conexión con Viena, sino también su compromiso social en este país. Desde el principio advirtió del peligro que suponían Mussolini y Hitler. En 1932 participó en un congreso antibélico en Ámsterdam, donde abogó por la objeción de conciencia y la educación para la paz de los niños. A partir de 1933 acogió en su propiedad de Thurø a emigrantes alemanes, entre ellos Bertolt Brecht y su esposa Helene Weigel, que permanecieron en Dinamarca hasta 1939. Tras el ascenso del fascismo, sus libros fueron prohibidos en Alemania e Italia. En 1940, con la invasión de Dinamarca, emigró a Estados Unidos. Regresó a Dinamarca en 1946, tras el fin de la Segunda Guerra Mundial.
Las dos autobiografías de Michaëlis, Little Troll y Wonderful World (danés: Vidunderlige Verden), se publicaron en la década de 1940. Anteriormente había escrito sobre sus experiencias de la infancia en Pigen med Glasskaarene, el primer volumen de su serie Træet på Godt og Ondt, escrita entre 1924 y 1930. La serie también incluía Lille Løgnerske, Hemmeligheden, Synd og Sorg og Fare y Følgerne.